# Laze pri Predgradu
Laze pri Predgradu – wieś w Słowenii, w gminie Kočevje. W 2018 roku liczyła 8 mieszkańców.